# Caribou Lake (Caribou River, Ontario)
Der Caribou Lake ist ein See im Thunder Bay District im Westen der kanadischen Provinz Ontario.

## Lage
Der Caribou Lake liegt im Bereich des Kanadischen Schilds etwa 30 km nordwestlich des Nipigonsees. Im Nordwesten grenzt der See an den Wabakimi Provincial Park.
Der Caribou Lake hat eine Fläche von etwa 93 km². Seine Längsausdehnung in NO-SW-Richtung beträgt 35 km. Der Caribou Lake ist stark gegliedert. Er besitzt mehrere Seitenbuchten und mehrere größere Inseln. Die maximale Wassertiefe liegt bei über 60 m. Der Caribou River entwässert den See zum westlich gelegenen Smoothrock Lake.
Der See ist für Angeltouristen mit dem Auto von Thunder Bay über den Ontario Highway 527 zum nahe gelegenen Armstrong zu erreichen. Von dort führt eine 11 km lange Piste zum Seeufer. Folgende Fischarten werden im Caribou Lake gefangen: Hecht, Glasaugenbarsch und Amerikanischer Seesaibling.